# Megarasbora elanga
Megarasbora elanga (en bengalí: এলং), comúnmente conocido como el lengüeta de Bengala es un pez de la familia carpa Cyprinidae, y que se encuentra comúnmente en riveras y lagos de agua dulce alrededor del sudasia. Puede alcanzar un tamaño máximo de 21 cm (8,27 plg).